# كثيرات الأرجل
كثيرات الأرجل أو دخداخيات أو دُخْدُوخِيَّات أو فوق طائفة ميريابودا (بالإنجليزية: Myriapoda)‏، هي شعيبة حيوانات تابعة لشعبة مفصليات الأرجل، تمتاز بامتلاكها لعدة أرجل (من بضع أرجل إلى 750 رجل).

## التصنيف العلمي
تنقسم شعيبة كثيرات الأرجل إلى خمسة طوائف:
- مئويات الأرجل أو شفهيات الأرجل أو عديدات الأرجل
- ذوات الألف رجل أو الديدان الألفية
- قليلات الأرجل
- المؤتلفات
- مفصليات ذات جنبية (منقرضة)